# パルマス (音楽)
パルマス（Palmas）は、フラメンコ音楽において重要な役割を果たす手拍子のスタイル。かつては、歌やダンスに句点を与え、強調するのに役立った。パルマスはショーの終わりのコリージョなどで音楽の代わりになることがあり、パルミスタはテンポを強く保つことでミュージシャンを助けたり、フレーズの終わりや始まりを強調することでダンサーを助けたりすることができる。

## 拍手の種類
2つの異なるタイプの手拍子を行えることが重要となる。これらにはハード（フエルテス、クララス、セカス）とソフト（ソルダス）がある。それぞれに独特なサウンドとなり、特定のタイミングで使用される。

### フエルテス
フエルテスは、激しく大音量のフットワークや、ブレリア（速いフラメンコのリズム）などの大音量の音楽の演奏中に使用される。片方の手の最初の3本（または2本）の指をしっかりと握り、もう片方の手の伸ばした手のひらで叩く。打つ手の指は、もう一方の手の指とほぼ同じ方向を向いて、手のひらのボウルで打つ必要がある。これにより、歯切れの良い、きびきびしたサウンドが得られる。

### ソルダス

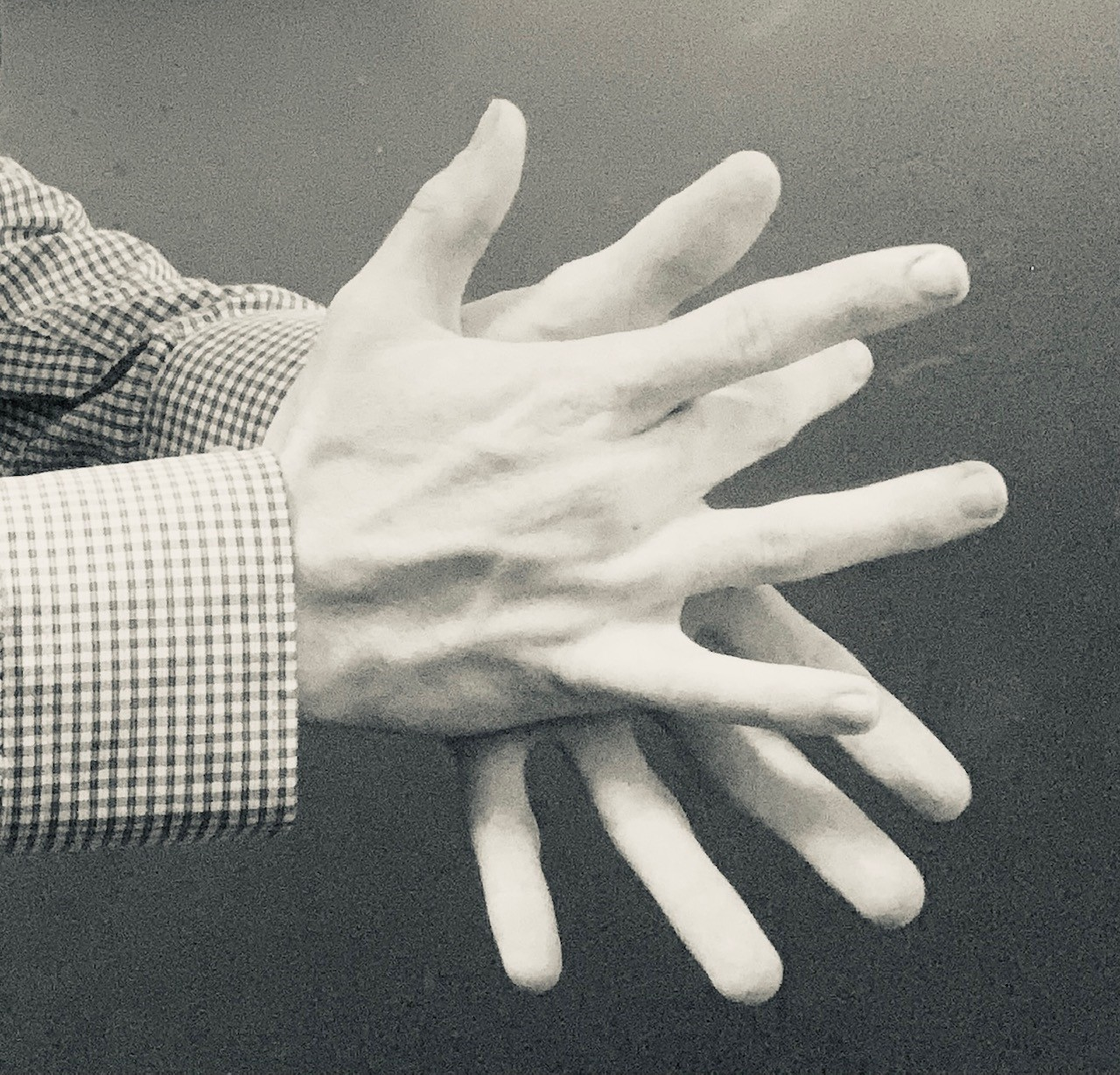
パルマス・ソルダス

ソルダスは、ギターのイントロ中、歌がかき消されないように歌っている間、またはダンサーの気を散らさないように静かなダンスの段階で使用される。手は柔らかくカップ状になっており、一方の手の指がもう一方の手の親指と人差し指の間の隙間にぴったりと収まり、手を合わせると、くぐもったパチパチという音が聞こえる。

## コントラティエンポ
コントラティエンポ・パルマスは、小節の通常のビートの間に手拍子をする方法である。たとえば、ビート間の空白を別のビートや手拍子で埋めるといったものとなる。